# Rüdiger Wagner

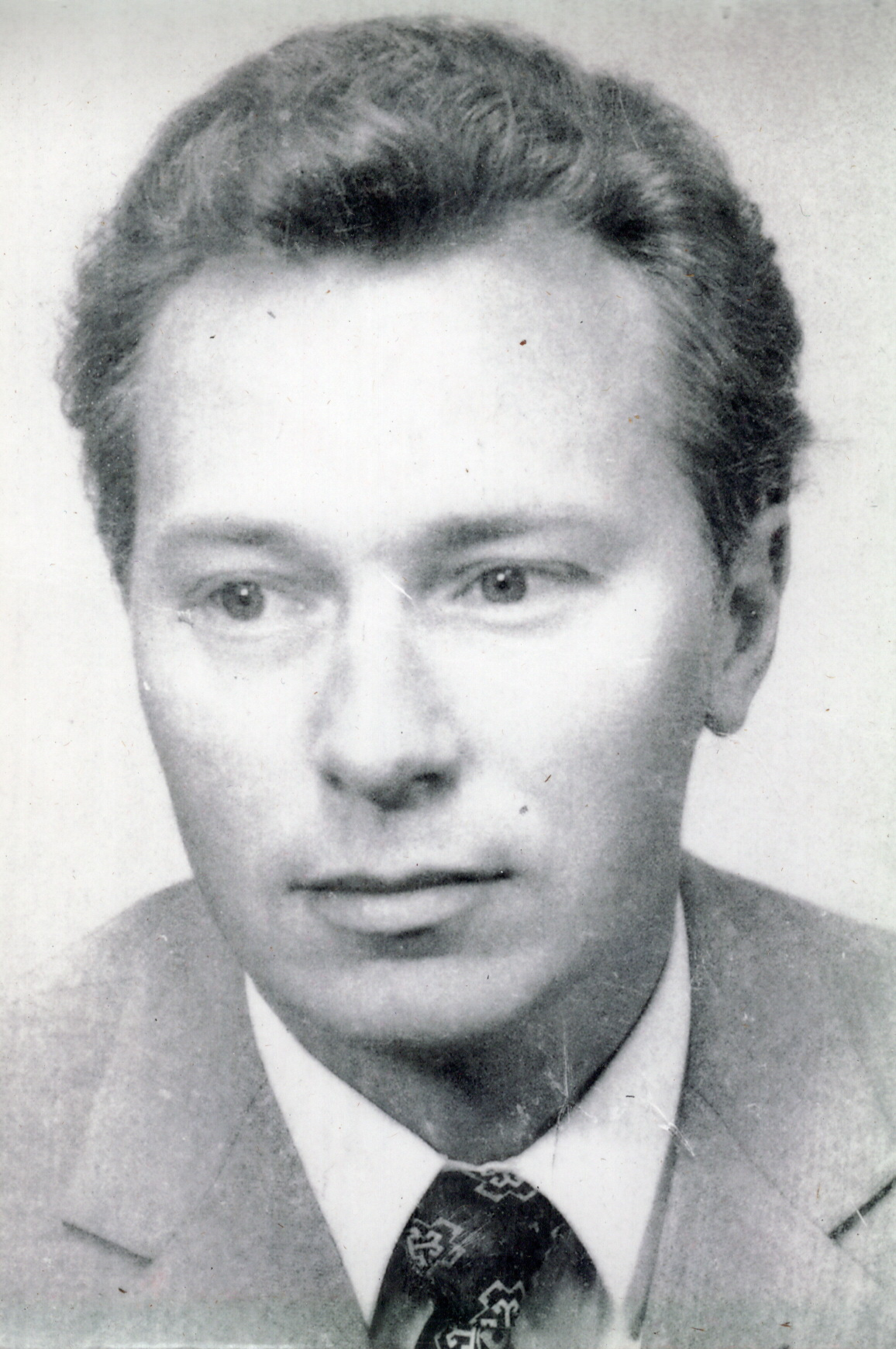
Rüdiger Wagner, undatiert

Rüdiger Werner Ludwig Wagner (* 9. Januar 1939 in Beuthen O.S.; † 30. November 2007 in Agatharied, Hausham) war ein deutscher Schriftsteller, Dichter, Lehrbuchautor und Lehrer. Bis 1996 war er stellvertretender Direktor (Studiendirektor) des Klenze-Gymnasiums München.

## Leben
Wagner wurde als Sohn des Münchner Obergewandmeisters Georg Wagner (1906–1963) und seiner Ehefrau, der Weißnäherin Frieda, geb. Bauer (1903–1996), geboren.
Nach der Flucht aus Oberschlesien besuchte er in Neustrelitz (Mecklenburg) die ersten beiden Klassen der Volksschule; ab 1947 dann in München die dritte und vierte Klasse. 1949 wurde er Schüler der Klenze-Oberrealschule (heute Klenze-Gymnasium) in München und bestand an dieser Schule 1958 das Abitur. Seit dem Winter-Semester 1958/59 studierte er an der Ludwig-Maximilians-Universität München und Technischen Hochschule München (heute Technische Universität München) Germanistik, Geographie und Geschichte. Im fünften Semester war er an der Universität Erlangen immatrikuliert.
1964 bestand er das Staatsexamen für das höhere Lehramt in Deutsch, Erdkunde und Geschichte. Zunächst war er Studienreferendar an der Rupprecht-Oberrealschule (heute Rupprecht-Gymnasium) in München.
1965 promovierte Rüdiger Wagner zum Doktor der Philosophie (Dr. phil.) an der Ludwig-Maximilians-Universität in München zum Thema „Hans Henny Jahnns Roman Perrudja – Sprache und Stil“.
Von 1973 bis 1974 befand er sich zusammen mit seiner ersten Ehefrau, der promovierten Ethnologin und Afrikanistin Dagmar Wagner-Robertz (1944–1991), auf Forschung, mit anschließender Forschungsreise durch den ganzen südlichen Teil Afrikas. 1975/1976 folgte ein halbjähriger Forschungsaufenthalt in Südwestafrika. Ziel dieser Feldforschung war es, den Dama-Dialekt auf Tonband aufzuzeichnen, alte einheimische Lieder sowie Erzählungen zu sammeln und die geistige Kultur dieses zum damaligen Zeitpunkt weitgehend unerforschten Volkes festzuhalten.
Im Jahre 1995 hielt er einen Vortrag über „Mythos und Harmonik im Werk Hans Henny Jahnns“.
Wagner war in den späten 50er-Jahren mit Hans Henny Jahnns Werk in Berührung gekommen, weil sein Onkel, der Musikverleger Werner Bauer (1894–1958) in Hamburg, an Hans Henny Jahnns Ugrino Verlag als Verlagsleiter beteiligt war und seine Tante Elisabeth, Bauers Ehefrau, ihn darauf aufmerksam machte. Werner Bauer war ab 1936 Geschäftsführer des Ugrino Verlages.
Der Literaturwissenschaftler Thomas P. Freeman meinte 2001 über Wagner:

„UNUSUAL AS IT MAY SEEM, one of Jahnn's strongest advocates is Rüdiger Wagner, a conservative Christian who writes for a Christian audience.
[SO UNGEWÖHNLICH ES AUCH ERSCHEINEN MAG, einer von Jahnns stärksten Verfechtern ist Rüdiger Wagner, ein konservativer Christ, der für ein christliches Publikum schreibt.]“

Rüdiger Wagner war Mitglied des Prüfungsausschusses des Bayerischen Staatsministeriums für Unterricht und Kultus und erstellte Gutachten für die Zulassung von Lehrmitteln im Auftrage dieses Ministeriums.
Neben der deutschen besaß er ab den 70er-Jahren auch die südafrikanische Staatsangehörigkeit.
Wagner war mit dem Tibetologen Helmut Hoffmann befreundet.
Seinen Lebensabend verbrachte Wagner in Otterfing, wo er auch beerdigt wurde.
Sein Sohn Konstantin Wagner (* 2000) ist ebenfalls Autor.

## Werke (Auswahl)

### Dissertation
- Hans Henny Jahnns Roman Perrudja – Sprache und Stil. Inaugural-Dissertation zur Erlangung des Doktorgrades der Philosophischen Fakultät der Ludwig-Maximilians-Universität zu München. Dissertations-Druckerei Charlotte Schön, München 1965.

### Wissenschaftliche Veröffentlichungen
- Der Orgelreformer Hans Henny Jahnn (= Hans Heinrich Eggebrecht [Hrsg.]: Veröffentlichungen der Walcker-Stiftung für orgelwissenschaftliche Forschung. Heft 4). Musikwissenschaftliche Verlags-Gesellschaft, Stuttgart 1970.
- Albert von Thimus: Die harmonikale Symbolik des Alterthums. Ein seit 100 Jahren vergessenes Werk. In: Zeitschrift für Ethnologie. Band 96, Heft 1. Braunschweig 1971.
- Harmonikale Proportionsstudien an griechischen Statuen. Ora-Verlag, Icking 1971.
- Hans Henny Jahnns Roman Perrudja. Ein Beitrag zur Musik und zur Leitmotivtechnik. In: Colloquia Germanica. Internationale Zeitschrift für Germanistik. Band 6. Narr Francke Attempto Verlag, Tübingen 1972, S. 179–195.
- Archaische, pythagoreische und harmonikale Grundzüge in den Jugenddramen Hans Henny Jahnns. Teil I. In: Paul G. Buchloh, Dietrich Jäger, Horst Kruse, Peter Nicolaisen (Hrsg.): Literatur in Wissenschaft und Unterricht. Band VII, Heft 3. Englisches Seminar der Universität Kiel, Kiel Oktober 1974, S. 164–179.
- Versuch über den geistesgeschichtlichen und weltanschaulichen Hintergrund der Werke Hans Henny Jahnns. In: Heinz Ludwig Arnold (Hrsg.): Text+Kritik. Zeitschrift für Literatur. 3., revidierte und erweiterte  Auflage. Heft 2 / 3, 1980, ISBN 3-921402-78-6, S. 107–120.
- Konkrete Kunst – Konkrete Poesie. In: Erich Huber-Thoma, Ghemela Adler (Hrsg.): Romantik und Moderne. Neue Beiträge aus Forschung und Lehre. Festschrift für Helmut Motekat. Verlag Peter Lang, Frankfurt am Main / Bern / New York 1987, S. 503–528.
- Hans Henny Jahnn. Der Revolutionär der Umkehr. Orgel, Dichtung, Mythos, Harmonik (= Hans Heinrich Eggebrecht [Hrsg.]: Schriftenreihe der Walcker-Stiftung für orgelwissenschaftliche Forschung. Band 3). Musikwissenschaftliche Verlags-Gesellschaft, Murrhardt 1989, ISBN 3-920670-23-X.
- Hans Henny Jahnn und die Orgelbewegung. In: Uwe Schweikert (Hrsg.): „Orgelbauer bin ich auch“. Hans Henny Jahnn und die Musik. Mit zahlreichen Abbildungen, Faksimiles und der Erstveröffentlichung des Briefwechsels von Hans Henny Jahnn. 1. Auflage. Igel Verlag Wissenschaft, Paderborn 1994, ISBN 3-927104-89-2, S. 63–72.
- Dagmar Wagner-Robertz: Ein Heilungsritual der Dama, Südwestafrika/Namibia. [Mit 19 Farbfotos von Rüdiger Wagner]. Köppe, Köln 2000, ISBN 3-89645-351-3.
- Klaus Zobel, Irmi Spangenberger, Rüdiger Wagner: Texte und Deutungen, Strategie – Struktur – Thema in erzählerischen Darstellungen (= Studien zur Analyse erzählerischer Prosa. Band 2). Drei-A-Verlag, Northeim 2008, ISBN 978-3-925927-10-2.

### Lehrbücher
- Roman, literarisches Leben (= Dr. Friedrich Leiner [Hrsg.]: Grundkurs Deutsch. Band 3). Bayerischer Schulbuch-Verlag, München 1979, ISBN 3-7627-2188-2.
- Deutsche Lyrik in Beispielen. Bayerischer Schulbuch-Verlag, München 1981, ISBN 3-7627-2228-5.
- Lyrik, Gegenwartssprache (= Dr. Friedrich Leiner [Hrsg.]: Grundkurs Deutsch. Band 4). 2. Auflage. Bayerischer Schulbuch-Verlag, München 1982, ISBN 3-7627-2179-3.
- Arbeitstechniken, Sprachgebrauch, Literatur für die gymnasiale Oberstufe (= Rüdiger Wagner, Theodor Pelster [Hrsg.]: Colleg Deutsch. Band 2, 12. Jahrgangsstufe). Bayerischer Schulbuch-Verlag, München 1993, ISBN 3-7627-2412-1.
- Walter Gremm, Theodor Pelster, Johannes Saenger, Bernd-Michael Schülke, Rüdiger Wagner: Arbeitstechniken, Sprachgebrauch, Literatur für die gymnasiale Oberstufe (= Rüdiger Wagner, Theodor Pelster [Hrsg.]: Colleg Deutsch. Band 3, 13. Jahrgangsstufe). Bayerischer Schulbuch-Verlag, München 1994, ISBN 3-7627-2414-8.

### Gedichte
- Eugen Gomringer: Manifeste und Darstellungen der konkreten Poesie, 1954-1966. Mit einem Vorwort von Rüdiger Wagner. Édition Galerie Press, St. Gallen 1966.
- Hans Henny Jahnn. Ausstellung in Erlangen. In: Die Horen. Zeitschrift für Literatur, Kunst und Kritik. Heft 3, 1976, S. 59.
- Früh im Jahre: Gedichte. Selbstverlag, Otterfing 1997.

### Erzählungen
- Die Fahrt. In: Literarische Union e. V. (Hrsg.): Diagonalen. Kurzprosa-Anthologie. 107 Kurzprosatexte von 64 Autoren. WONS-Verlag, Saarbrücken-Dudweiler 1976, ISBN 3-921670-00-4, S. 244–248.
- Untergrund. In: Literarische Union e. V. (Hrsg.): Diagonalen. Kurzprosa-Anthologie. 107 Kurzprosatexte von 64 Autoren. WONS-Verlag, Saarbrücken-Dudweiler 1976, ISBN 3-921670-00-4, S. 73–79.
- Das Steinpferd. Aus den Konstellationen „Der Schoß“. Nr. I / II. Curio, Hamburg 1977, S. 13–14.

### Romane
- Der Schoß. Selbstverlag, München 1969 / 1970.
- Fünf Cent für den Weißen. Selbstverlag, München 1976.
- Niemand kehrt zurück. Konstellation I. Selbstverlag, Otterfing 1997.
- Kâli Yûga. Konstellation III. Selbstverlag, Otterfing 1997.
- Ende im Omaruru. Konstellation II. Selbstverlag, Otterfing 1998.

### Zeitungs- und Zeitschriftenartikel
- Okombahe – Beobachtungen und Marginalien. In: Allgemeine Zeitung. Windhoek 19. Dezember 1975.
- Die Rolle der deutschen Einwanderer in Südafrika. Von 1961 bis 1975 wanderten noch fast 40 000 Deutsche nach Südafrika aus. In: Auslandskurier. Nr. 10, 1976, S. 33–34.
- Südwester Reisenotizen. In: Afrika-Post. Januar 1976, S. 8–11.
- Machtkampf zu Lasten ethnischer Minderheiten. In: Süddeutsche Zeitung. 18. März 1976.
- South West Africa. In: Afrika-Post. Februar 1977, S. 62.
- Okombaher Nächte. In: Afrika-Post. März 1977, S. 78.